# ديانا بيشوب
ديانا بيشوب (بالإنجليزية: Diana Bishop)‏ هي مجدفة بريطانية، ولدت في 28 سبتمبر 1947.

## وصلات خارجية
- ديانا بيشوب على موقع الاتحاد الدولي للتجديف (الإنجليزية)
- ديانا بيشوب على موقع اللجنة الأولمبية الدولية (الإنجليزية)
- ديانا بيشوب على موقع أوليمبيديا (الإنجليزية)